# Trójkąt błędów
Trójkąt błędów – w nawigacji figura powstała z wzajemnego przecięcia trzech linii pozycyjnych, która umożliwia w pewnych warunkach konstrukcyjne wyeliminowanie błędu tych linii i dokładne określenie pozycji. 